# Tsimtsum

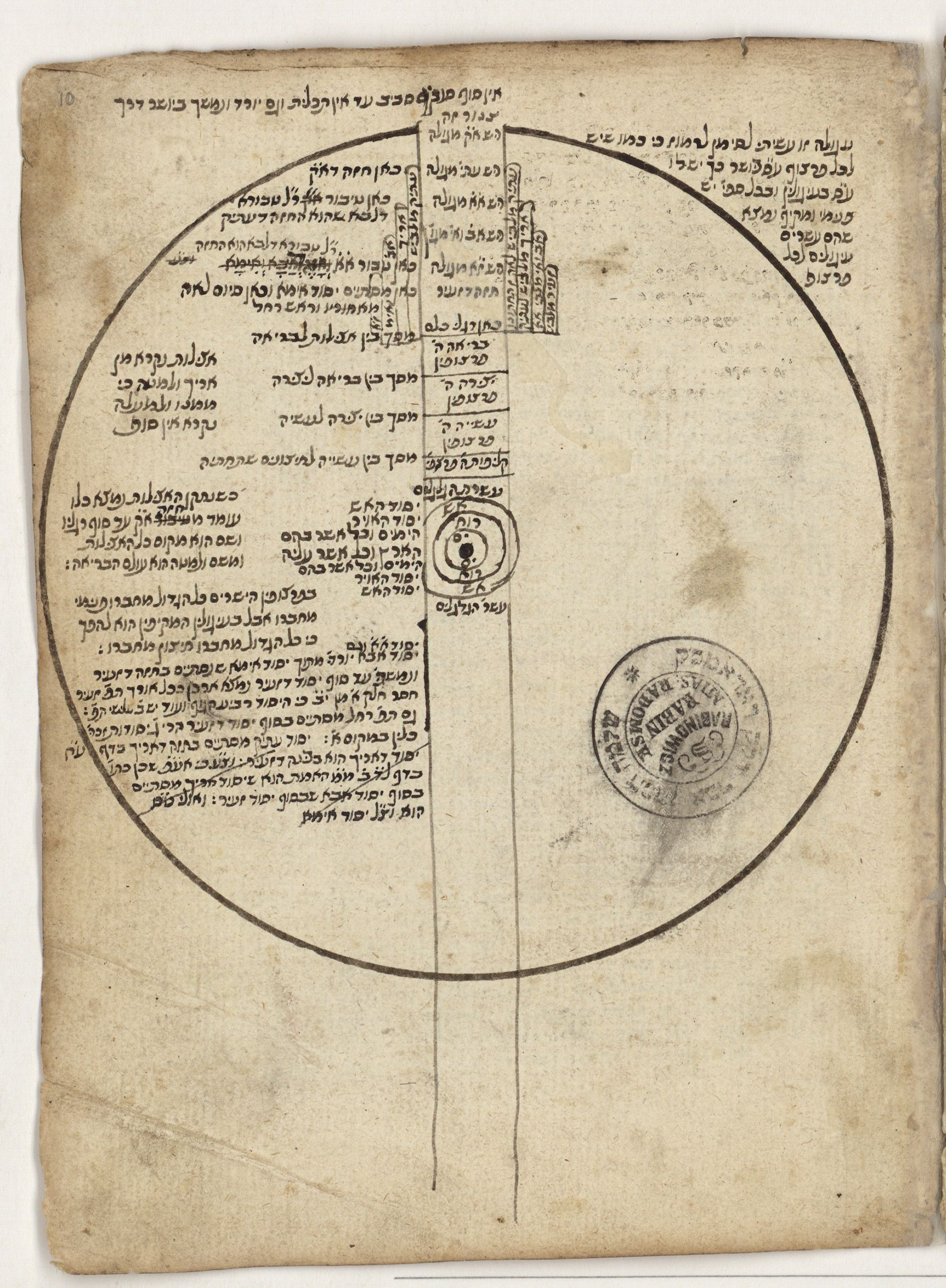
Un diagrama de los mundos creados después del primer Tsimtsum.

La teoría del Tsimtsum deriva de las enseñanzas del rabino y cabalista Isaac Luria y se pueden resumir como el fenómeno de contracción divina con el objetivo de permitir la Creación.

## El proceso
Antes de la creación del mundo, Dios llenaba todo el espacio. Cuando Dios quiso crear el mundo retiró su luz. Esta luz sufre de numerosas Tsitsumim (restricciones); cada Tsimtsum es una disminución gradual de la luz divina y una adaptación a la capacidad de recepción de los seres creados.

### Reshimu
El reshimu es el residuo que quedó de la luz infinita que volvió a Dios mediante el tzimtzum. En un segundo tiempo, Dios envía a ese receptáculo (reshimu) un hilo de luz, un Kav, que en su desarrollo va a constituir diez círculos. Esta etapa de la Creación se llama IGULIM (círculos). El mundo de los Igulim es también llamado el mundo del Tohu (Mudo Caótico). Las luces divinas tienen una intensidad desmesurada en relación con la capacidad del Keli (recipiente) que son las Sefirot de los Igulim (en círculos concéntricos), hay entonces una rotura de los receptáculos que no pueden contener esta luz intensa. Esto es el estado de Shevirat Hakelim (rotura de los recipientes).

### Kav
El kav es el rayo de luz Divina emanado de Dios dentro de la "oscuridad" (joshej) del vacío creado por el tzimtzum con el punto del reshimu en su interior. Este rayo de la "mañana" es la revelación de la inmanencia de Dios en la creación.

### Avir
Avir (en hebreo אוויר) es una especie de relleno del espacio vacío para que la luz pueda acceder a él a través del Kav. Del Avir derivan los colores primordiales, luego reflejados en la creación. En la Cabalá de Luria transmitida a través de la palabra hoy un legado escrito muy importante, se explican todas las dinámicas de la Creación; en la antigua Cabalá se sabe que el color blanco es el arquetipo de la Sefirah Jesed; Dios grabó, a través de Avir precisamente, las letras del alfabeto hebreo en la luz espiritual Or (en hebreo אור) y, a partir de esta obra, permitiendo que emerjan todos los colores...
Por otro lado, el primer Tikún olam, después del diluvio universal, fue sellado con el pacto del arco iris, como lo atestigua el Pentateuco; así, como se sabe comúnmente, el conjunto de todos los colores alcanza el blanco, tanto al principio como al final, como se dice: con su aliento Él (Dios) extendió los Cielos.
De hecho, el mundo se renovó después del castigo más severo de la inundación: como con el Tsimtsum se creó el mundo, así había un mundo nuevo después del diluvio universal; en una inspección más cercana también con el don de la Torá (en hebreo מתן תורה) el mundo se volvió más espiritual, sobre todo gracias a una nueva luz que se extendió en el universo. Aún con la era mesiánica y precisamente el Olam Ha-Ba, pero siempre con el elemento de salvación después de dificultades muy serias, diríamos trágicas.
Incluyendo también al líder de los Profetas Moshé Rabeinu, hay cuatro 'edad de oro' para la religión judía: Moisés, el Rabbi Shimon bar Yojai, el Arizal Ha-Kadosh y el Baal Shem Tov representan épocas maravillosas tanto para el pueblo judío como para la Torá misma y, por lo tanto, para la difusión del estudio de la Cabalá, comparándolas con la era mesiánica.
Más allá del famoso dicho del Rey Salomón (Shlomo HaMelech) según el cual nada nuevo pasa bajo el sol y de lo menos conocido por la mayoría que dice: ...de Moisés a Moisés nadie fue más grande que Moisés... ¡Bien! Incluso en toda la Torá, es posible identificar esa 'lógica racional intrastórica', tan amada por los pensadores occidentales modernos, hasta el punto de afirmar sin ninguna dificultad o vergüenza que es posible conocer a Dios también a través de las dinámicas en la Tierra: aquí están los signos de la Providencia.

## El tsimtsum y el Hester Panim
«El día del plazo volverá a su casa». En el tiempo postrero volverá y vendrá a su casa. Entonces los preceptos estarán con completitud; pero ahora los preceptos no se acostumbran –realizarlos–, por eso no dirijas tu corazón a ellos, porque ahora incluso aunque los persigas, no los alcanzarás... Es decir, pensará escapar allí de los flagelos. Resulta que los flagelos previos al purgatorio son más seguros que el purgatorio. Y a esto se refiere: «cual ave que se dirige presurosamente a la red», por sí misma. Así él huirá al purgatorio. «Y no sabe que es por su vida». Porque hasta el purgatorio se juzga al cuerpo, y en el purgatorio se juzga al alma –nefesh–
Gaon de Vilna

El tsimtsum también puede ocurrir en el curso de la historia: aunque el efecto es el opuesto, de hecho la creación se entiende teológicamente como un buen trabajo, el tsimtsum en la historia tiene efectos beneficiosos obvios solo después de su finalización; es el caso de la retirada de la Shejiná del mundo al cielo más alto, casi abandonando a la humanidad en su mayor parte pecaminosa, como sucedió hasta el diluvio universal. Es cierto que la presencia divina de la Shejiná más tarde se reveló nuevamente, por ejemplo, comenzando con Abraham Avinu y luego con Moisés. Sin embargo, el caso más ejemplar ocurrió con Hester Panim, la ocultación del "rostro" de Dios: especialmente con referencia al período histórico de las dos guerras mundiales, que culminó en la tragedia de la Shoah, según algunos historiadores de la Torá pero también para algunos historiadores o filósofos modernos, el Hester Panim también es una especie de disminución de la misericordiosa providencia divina.

## Jassidut y el tsimtsum individual
Najman de Breslov indica un tsimtsum individual: consiste en evitar que el mal pueda "tocarse a sí mismo", obviamente también tratando de juzgar siempre a los demás favorablemente.
Aunque este es un método para no ceder ante un ego excesivamente impetuoso, obviamente de esta manera uno renuncia a una parte de uno mismo, pero esto es necesario para evitar que la impureza pueda tomar fuerza y extenderse aún más; la enseñanza que se extrae de ella es una vez más la firmeza en la propia fe, incluso cuando sus objetivos espirituales son negados o retenidos.

### Jassidut y el proceso extra-cósmico del Tsimtsum
Hay elevaciones en la naturaleza del hombre, y es de acuerdo con el crecimiento de esta naturaleza y su refinamiento que crecerán la percepción y el conocimiento. Y este es, en general, el quinto nivel: el tiempo de la ascensión, el crecimiento de la naturaleza del hombre y su percepción. Hasta que los principios de Dios no sean revelados claramente, es decir, a través del conocimiento, desde el primer nivel se considera que la justicia no ha sido revelada y el reino de Dios no ha sido claramente establecido. Pero una vez revelada, se reconoce la justicia. A partir de este momento, sólo habrá crecimiento y beneficio después de esta revelación inicial. Porque Dios refinará la naturaleza del hombre y, según este refinamiento, la gloria y la grandeza del Dios Santo serán cada vez más reveladas al hombre. Estos son los niveles que el Creador ha establecido para el atributo de justicia, desde su inicio hasta su finalización. Al principio está sólo en el estado de potencialidad, no de acción. Posteriormente se revela ligeramente, pero aún no se considera revelada, siendo necesarias aún los elementos que atestiguan su presencia, es decir, milagros y signos. La revelación por signos completa lo necesario para la revelación de la justicia, pero sólo en relación con lo que le es exterior. Hay un nivel más perfecto de revelación acerca de Dios con conocimiento y percepción, a través del cual Él mismo es percibido. Y hay una revelación aún mayor de Él, según la elevación de la naturaleza de quienes aspiran a percibirlo. Ahora les mostraré algo muy interesante y hasta hermoso: cómo cada uno de estos niveles tiene una contraparte en este mundo
Moshé Jaim Luzzatto

Para la Jassidut, el Tsimtsum es casi un proceso continuo, tanto colectivamente como para cada ser con fe; esto significa que la bondad de Dios se manifiesta continuamente casi como si Él renunciara a sí mismo por las criaturas y la Creación, aunque sea Perfecto y Eterno, o Ain Sof.

## Una paradoja
El tsimtsum, por lo tanto, surgió del espacio dejado por Dios: uno podría preguntarse cómo es posible que Dios, inmutable y perfecto, haya contraído su propia existencia; aunque en realidad dejó el espacio para llevar a cabo la creación del mundo, su omnipresencia no cambió. Según la tradición de la Cábala, antes de la creación solo existía Dios ... y este es precisamente el dilema: la grandeza de Dios es eterna e infinita, por lo tanto, así como es posible tener "una vaga percepción del infinito", uno debería percibir el infinito de Dios más allá del tiempo, el espacio y la materia. Este infinito es, por lo tanto, la grandeza absoluta y la eternidad de Dios.

## Psicología y el Tsimtsum
Incluso en las academias de algunas universidades se llegó a la comparación entre la antigua teoría de Tsimtsum y la psicología moderna; esto se ha hecho principalmente gracias a figuras como Yitzchak Ginsburgh, que ha extendido los "términos técnicos" de la Cabalá más "rigurosa" precisamente a los sistemas que de hecho presentan una lógica casi "indestructible". Más allá de eso, muchas características de las emociones o fases existenciales en el curso de la vida de algunos individuos se insertan aquí precisamente en la literatura de tratamientos terapéuticos. Parece que, aunque los miembros del pueblo judío no siempre se sienten obligados a buscar un terapeuta co-religioso, para aquellos que lo deseen, el tratamiento puede ser al menos "facilitado".
El psicólogo sociólogo Mordechai Rotenberg afirma que toda existencia de un ser humano tiene una melodía y, como un texto, puede ser vivida sin borrar su pasado.

### Equilibrio psicológico neutral
Aunque cada judío sabe cómo evitar la depresión psíquica, de hecho hay algo similar que también difiere de la tristeza: el difícil camino que toman los judíos consiste precisamente en la Teshuvá.
Más allá de la enseñanza del Tanakh en la que se imparte que no siempre se optimiza para buscar en todos los aspectos de la existencia, por ejemplo la locura, el equilibrio religioso ya resuelta precisamente con la forma de la Torá en que cada judío sabe cómo dirigir todo solo al bien y a la Kedushá, consigo mismo en todas las características de su identidad judía.
En el judaísmo, a veces incluso un error en el aprendizaje puede ser la causa de una acción errónea: por ejemplo, se presta atención al estudio de la Torá, sin dejar nunca dudas que puedan conducir a un error en la interpretación de los textos sagrados; en la religión judía, tal falta corresponde a una transgresión, así en el razonamiento.
Según el misticismo judío de la Cabalá, también hay métodos de castigo inmediato, obviamente solo infligidos por Dios en estos casos: la Teshuvá es un remedio redentor también para esto. La tristeza y la depresión no existen realmente en la religión judía: quizás la Teshuvá incluye sufrimiento, pero esto es algo diferente, la esperanza nunca falla en ningún judío, de lo contrario la fuerza de la fe para Teshuvá sería imposible.
Más allá, la doctrina jasídica explica que a veces Dios decide someter el judío a algunas dificultades y esto ciertamente no se refiere a una angustia pasajera, aunque esta puede convertirse en una parte de la vida con dolor grave: en cada caída... una elevación mayor. Con esto nos remite a una conciencia siempre renovada de la soberanía de Dios sobre todo y también sobre el individuo con tal fragilidad momentánea; de nivel en nivel, sabrá cada vez más convencido de que solo Dios puede apoyar con fuerza y sabiduría y, de lo contrario, el hombre sin fe en Dios permanece inerte y a merced de los meandros del olvido de sí mismo. La fe en Dios es la fuerte intención de la voluntad cuyo deseo de Dios es recompensado inmensamente, con bendición, paz, días largos y esa alegría equilibrada donde el conocimiento y la inteligencia viva aumentan aún más su vigor beneficioso.
En el judaísmo, por otro lado, uno sabe cómo equilibrar la alegría o las decepciones de uno mismo incluso en las relaciones sociales, ya con los no-judíos: a menudo es difícil inhibir la alegría y el júbilo, tal como es necesario retener un celo excesivamente explícito, tal vez en canciones y risas o con admoniciones y juicios rigurosos; solo entienda cuándo es útil hablar y cuándo esperar pacientemente.

## El Tsimtsum y el Big Bang
La correlación con el Big Bang: el Tsimtsum se refiere al origen primordial de la Creación del Mundo y algunos eruditos de la religión judía, casi con una especie de aprobación de algunos científicos, han comparado los pasajes; la religión judía, en este caso, parte de la aceptación de la fe de la existencia de Dios el Creador, por lo tanto con la prioridad del plano espiritual sobre el material.

### La Cábala judía de la Creación y las ciencias
Aunque con algunas divergencias evidentes entre las ciencias y la sabiduría de la religión judía, ya de la correlación entre 'la teoría filosófico-puntiforme' - de ella se derivó entonces el primer atomismo, por ejemplo con el conocimiento de biología de hoy - y la Kabbalah en el Zohar concerniente a la 'luz espiritual', todavía no faltan influencias teóricas recíprocas incluso con la física astronómica y con la química: en el último caso es evidente la derivación de la sabiduría de las Sefirot, aunque esto no sucede en toda su amplitud.

## El trabajo y la paz
La literatura hebrea midráshica advierte que Dios no trabajó [en lo más mínimo] para crear el Mundo y, de hecho, la expresión 'reposo', con referencia al Shabat en Génesis, indica que Dios infundió un alma en la Creación, es decir, precisamente el pacto con el pueblo judío a través del sábado.
El Tsimtsum fue seguido así por la paz del Shabat en la realización de la obra de la creación.
En el ámbito interior religioso y espiritual esto corresponde a las fases que se alternan en el crecimiento del devoto judío y significa por tanto que, más allá de la teshuvá con la contrición y la posterior alegría realizada, el ser humano convive continuamente con la conciencia de tener que alcanzar necesariamente la perfección espiritual del alma y del cuerpo, en la identidad propia de la fe en el Dios único, perfecto más allá de toda perfección.

## Benedicto XVI
El 'Tsimtsum' es interpretado en la Iglesia de Benedicto XVI como la posibilidad de ser participante y presente, verdaderamente como persona para los demás solo a través de una virtud: la humildad; a continuación, un extracto escrito del Papa emérito Benedicto XVI, en italiano:

SECONDA PARTE
CARITAS
L'ESERCIZIO DELL'AMORE
DA PARTE DELLA CHIESA
QUALE «COMUNITÀ D'AMORE»

... L'intima partecipazione personale al bisogno e alla sofferenza dell'altro diventa così un partecipargli me stesso: perché il dono non umilii l'altro, devo dargli non soltanto qualcosa di mio ma me stesso, devo essere presente nel dono come persona. 35. Questo giusto modo di servire rende l'operatore umile. Egli non assume una posizione di superiorità di fronte all'altro, per quanto misera possa essere sul momento la sua situazione ...
Benedicto XVI

### 'Tsimtsum social-Global'
Evitar identificar en los demás la fuente de toda dificultad y desgracia, por el contrario, todos los aspectos del bien encontrado incluso fuera de lo que nos concierne directamente o en nuestra existencia, es ciertamente una meta importante. La religión judía, sobre todo con la Jasidut, es para obtener una colaboración armoniosa que es precisamente la ventaja de los demás, consecuente también para los judíos y por lo tanto para el Mundo de Dios: hoy este es el sentido común para una sociedad constructiva y activa en la dinámica político-inclusiva y en conocimiento religioso y científico o humanístico.
Evidentemente, el respeto por uno mismo y por los demás siempre ha sido un punto focal desde la posguerra, tanto deseado y logrado incluso por el bien de los vecinos a creer que era una realización utópica ... ahora precisamente manifestada: muchos Papas y otros religiosos, judíos y no judíos, han proclamado algo que nunca antes había ocurrido y ciertamente no con fines bélicos: ustedes, oh israelitas ... ustedes son nuestros hermanos mayores es el ejemplo más conocido de la modernidad; en cuanto a los políticos, algunos han afirmado sin dificultad ni vergüenza: ¡... porque todos somos judíos! (Fausto Bertinotti), lo cual es algo con asombro para el propio pueblo judío: ¡por tanto, pacificación entre civilizaciones! Con las diversas monarquías, siempre ha ido muy bien con el pueblo judío, incluso con los de la fe musulmana como vemos hoy.
Ciertamente ha habido muchos 'sacrificios', incluido el sufrimiento: pero ahora el Tsimtsum en la confrontación social-religiosa se ha realizado plenamente, de hecho, muchos en los últimos años discuten fácil y felizmente de Tikún Olam: en el misticismo judío de la Cabalá, 'la concepción de Tikún' siempre ha sido entre los complejos ... sin embargo hoy la gente habla y escribe sobre ello sin ninguna dificultad y esto muy bien.